# Geometría (película)
Geometria es un cortometraje de comedia fantástica de 1987 escrito y dirigido por Guillermo del Toro. Se basa libremente en la historia corta de Fredric Brown, "Naturalmente", que fue publicado originalmente en Beyond Fantasy Fiction y más tarde reimpreso en la colección de cuentos Honeymoon in Hell. Geometría se rodó en Guadalajara, Jalisco (México). Es el décimo cortometraje que dirige del Toro, aunque todos, excepto Doña Lupe, de 1985, siguen inéditos.
Del Toro no quedó satisfecho con el montaje original de la película y afirmó que no pudo terminarla como quería en aquel momento. En la edición de 2010 de The Criterion Collection de Cronos, el primer largometraje de Del Toro de 1993, se incluyó un montaje del director ligeramente más corto que el de 1987, con una nueva partitura compuesta por Christopher Drake.
En la película, un estudiante de secundaria suspende repetidamente sus exámenes de geometría. Invoca a un demonio para que cumpla sus deseos, con la esperanza tanto de aprobar los exámenes como de resucitar a su padre. El demonio tergiversa el significado de sus deseos para infligir horror al estudiante. A continuación, le explica que su escasa comprensión de la geometría le ha condenado. En lugar de dibujar un pentágono protector (según las instrucciones), el estudiante había dibujado un hexágono. Lo cual es inútil para protegerle.

## Trama
Una viuda mexicana (Guadalupe del Toro) recibe una carta del instituto al que asiste su hijo (Fernando García Marín). En ella se le informa de que el chico está a punto de suspender sus exámenes de geometría por tercera vez. La mujer regaña a su hijo, enciende la televisión y se niega a hablar con él. El chico sale de la habitación, jurando que nunca volverá a suspender geometría.
El chico recurre a la magia negra para aprobar el examen. En una habitación oscura, lee en un tomo de hechicería lo siguiente: "Como protección para la invocación de un demonio mayor, colócate dentro de un pentágono dibujado con tu propia sangre. Este pentágono será tu única protección". El chico procede a seguir estas instrucciones.
Mientras la mujer está sentada en el salón, viendo un pastiche de El Exorcista, oye gritar a su hijo desde la habitación contigua. Cuando entra, lo encuentra de pie en medio del sello ensangrentado. Grita una advertencia, diciéndole que el pentágono es su única protección. Un portal brillante se abre en la pared y un demonio (Rodrigo Mora) lo atraviesa. El chico le pide al demonio que le conceda dos deseos. El primero es que no vuelva a fallar a la geometría. El segundo es el regreso de su padre, Francisco, que murió en un accidente hace tres meses. El demonio cumple el segundo, haciendo que Francisco se materialice inmediatamente. Sin embargo, ahora es un zombi descerebrado. Francisco mata y se come a su mujer, mientras su hijo observa horrorizado, incapaz de salir del pentágono por miedo a perder su protección mágica.
El demonio ordena al chico que se rinda, pero éste se niega a hacerlo, alegando que no se le puede hacer daño mientras permanezca dentro del pentágono. El demonio argumenta que ya ha cumplido uno de los dos deseos del niño: que su familia vuelva a estar unida. También señala que lo que el chico ha dibujado no es un pentágono, sino un hexágono, que no ofrece protección mágica alguna. El demonio piensa que el otro deseo del niño también ha sido concedido: nunca volverá a fallar a la geometría. Francisco se acerca a su hijo por detrás y le agarra la cabeza, inclinándola hacia atrás. El niño se lamenta de lo injusto de su situación. El demonio le da la razón y extiende una mano para agarrarle la garganta. La pantalla se funde a negro mientras se oyen sonidos de desgarro.
"Por fin he podido terminarla para estos discos; es la primera vez que se va a ver en su forma correcta. Es una pequeña película realmente sangrienta y loca, hecha al estilo de Dario Argento/Mario Bava/horror saturado de color. Vosotros la visteis en los tiempos de Starlog; la envié a la final del concurso Cinemagic [patrocinado por esa revista ya desaparecida], y me enviasteis una carta manuscrita diciendo que os había gustado. No fue finalista, no ganó ningún premio, pero os gustó, ¡y aún conservo vuestra carta!".
-Guillermo del Toro, director de Geometría, hablando del lanzamiento de la versión del director.